# Marcel Minnaert
Marcel Gilles Jozef Minnaert (12 de febrero de 1893 – 26 de octubre de 1970) fue un astrónomo holandés de origen belga. Destacó en el estudio del efecto de la atmósfera sobre la luz y las imágenes.

## Biografía
Minnaert se doctoró en biología en la Universidad de Gante en 1914. Posteriormente obtuvo un segundo doctorado en físicas en la misma Universidad, bajo la supervisión de Leonard Ornstein.
Seguidor del Flandes durante la Primera Guerra Mundial, aprobó la sustitución del francés por el holandés durante la ocupación alemana de Bélgica. Trabajó como lector de física en la nueva Universidad Flamenca de Gante, que fue posible por el apoyo de las fuerzas de ocupación alemanas, lo que fue visto como un hecho de connivencia con el enemigo por las autoridades belgas restablecidas tras el final de la guerra. En consecuencia, aunque Minnaert ya había huido de Bélgica en aquel momento, fue sentenciado en ausencia a 15 años de trabajos forzados.
En 1918 pudo obtener un puesto en la Universidad de Utrecht (Holanda), inicialmente para dedicarse a la fotometría. Allí se interesó por la astronomía, convirtiéndose en un pionero en la investigación solar. Especializado en espectroscopia y en el estudio de las atmósferas estelares, ideó la "curva de crecimiento espectroscópico".
Minnaert estuvo también interesado en las burbujas y en la naturaleza musical de los sonidos producidos por el agua corriente. En 1933 publicó una solución para el problema de la frecuencia de resonancia acústica de una sola burbuja en el agua, fenómeno denominado resonancia de Minnaert.
En 1937 fue nombrado director del Observatorio Sonnenborgh en Utrecht y profesor titular de astronomía en la universidad. Publicó su famoso Atlas de Utrecht del espectro solar en 1940, y en 1941 ideó la función de Minnaert, utilizada en las mediciones ópticas de cuerpos celestiales.
Durante la ocupación alemana de los Países Bajos en el transcurso de la Segunda Guerra Mundial, fue encarcelado por 
los alemanes debido a sus simpatías antifascistas y de izquierdas. Mientras estuvo encarcelado, enseñó física y astronomía a sus compañeros de prisión. Después de la Guerra, fue uno de los fundadores del Mathematisch Centrum de Ámsterdam.
En 1946 fue nombrado miembro de la Real Academia de Artes y Ciencias de los Países Bajos.

## Publicaciones
Uno de sus intereses principales fue el efecto de la atmósfera sobre la luz y las imágenes. Su libro clásico sobre este tema se publicó originalmente en holandés en 1937, con el título De natuurkunde van 't vrije veld. Licht en kleur in het landschap. Su traducción inglesa se denomina:
- The Nature of Light and Color in the Open Air, Dover, 1954, ISBN 0-486-20196-1

y en una nueva traducción con fotografías de color como:
- Light and Color in the Outdoors, Springer, 1993, ISBN 0-387-97935-2, ISBN 3-540-97935-2, ISBN 0-387-94413-3.

## Honores
Premios
- Medalla de oro de la Real Sociedad Astronómica (1947)
- Medalla Bruce (1951)

Eponimia
- Asteroide (1670) Minnaert[2]
- Cráter lunar Minnaert[3]
- Edificio Minnaert del campus Uithof de la Universidad de Utrecht
- Función de Minnaert
- Resonancia de Minnaert